# ال سریتو (کالیفرنیا)
ال سریتو (به انگلیسی: El Cerrito) شهری در شهرستان کنترا کوستا ایالت کالیفرنیا است که در سرشماری سال ۲۰۱۰ میلادی، ۲۳۵۴۹ نفر جمعیت داشته‌است.